# فاجعه آسیای سبز
فاجعه آسیای سبز نام یک کتاب ادبی است که توسط امیل زولا، نویسندهٔ اهل فرانسه نوشته شده‌است.